# Bruhathkayosaurus matleyi
Bruhathkayosaurus matleyi ("lagarto de cuerpo grande") es la única especie conocida del género dudoso  extinto Bruhathkayosaurus de dinosaurio saurópodo titanosauriano que vivió a finales del  período Cretácico en el Maastrichtiense, hace 70 millones de años en lo que es hoy el subcontinente indio.

## Descripción

### ¿El saurópodo más grande de todos?
Desde que el B. matleyi fue reclasificado como titanosáurido, se especuló sobre su gran tamaño, pero debido a que en su momento no se publicaron estimaciones del tamaño de Bruhathkayosaurus, sólo algunos investigadores y paleontólogos han sugerido algunas estimaciones tentativas en Internet. Una estimación inicial de Mickey Mortimer indicó que Bruhathkayosaurus pudo haber alcanzado 40–44 metros de largo y haber pesado entre 175–220 toneladas. Sin embargo, Mortimer más tarde renegó de estos estimados, reduciendo la longitud estimada de Bruhathkayosaurus a 28–34 metros y declinó de proveer una nueva estimación de peso, describiendo su antigua estimación como incorrecta. En un artículo de mayo de 2008 en el weblog Sauropod Vertebra Picture of the Week, el paleontólogo Matt Wedel usó una comparación con Argentinosaurus y calculó el peso de Bruhathkayosaurus en más de 139 toneladas.
Por comparación, se estima que el titanosaurio Argentinosaurus alcanzaba 34.6 metros de largo, y habría pesado entre 80–100 toneladas. Otro gran titanosaurio, Paralititan, probablemente medía unos 31.9 metros de largo y pesaría unas 65–80 toneladas. Todos estos saurópodos son conocidos sólo de restos fragmentarios, por lo que sus estimaciones de magnitud física son inciertas. La longitud se calcula al comparar los huesos con sus correspondientes en dinosaurios similares, los cuales son conocidos de esqueletos más completos y se realiza una extrapolación isométrica. Sin embargo, dicha extrapolación nunca puede ser más que especulación informada y la longitud de la cola, en particular, es con frecuencia muy difícil de determinar. Determinar la masa es incluso más difícil, porque hay muy poca evidencia de tejidos fósiles que perduren en el registro fósil. Adicionalmente, la extrapolación isométrica se basa en el supuesto de que las proporciones del cuerpo permanecen iguales, lo cual no es necesariamente el caso. En particular, las proporciones de los titanosaurios no son bien conocidas, debido al limitado número de ejemplares relativamente completos.
Si las estimaciones de tamaño para Bruhathkayosaurus son acertadas, el único animal que se le aproximaría en tamaño es la ballena azul. Las ballenas azules adultas pueden alcanzar 30 metros de largo, lo cual es algo más corto que Bruhathkayosaurus, pero debido a que las mayores ballenas azules pesan hasta 176 toneladas, son probablemente más pesadas que Bruhathkayosaurus.
Otro género de saurópodos que se ha propuesto como rival en cuanto a peso de Bruhathkayosaurus es el Amphicoelias, de aún más dudosa existencia. Se trata de un diplodócido que se estima habría tenido una masa máxima de 185 toneladas, y habría alcanzado los 62 metros de longitud. Semejante en tamaño habría sido otro saurópodo aún no estudiado en Australia denominado Brontopodus, conocido solamente por sus huellas.
Cuando Bruhathkayosaurus todavía era considerado como un terópodo, se le adjudicaban unos 18 a 20 m de largo, y un peso de 11 a 15 toneladas. Estas dimensiones son sustancialmente mayores que incluso las de los carnívoros terrestres considerados como más grandes, como Giganotosaurus, Tyrannosaurus, Spinosaurus y Carcharodontosaurus. No se cree que ninguno de estos depredadores gigantes hayan excedido los 15 metros en longitud, y las 8 toneladas en masa.

## Descubrimiento e investigación
Su nombre proviene del sánscrito bruhath (बृहत), "grande, pesado", y kāya (काय), "cuerpo", más el tradicional sufijo griego sauros, "lagarto", con lo que el nombre significa "reptil de cuerpo enorme". Pudo haber sido el género de dinosaurio más pesado de todos, sin embargo esta aserción está rodeada de fuerte controversia y en discusión: todas las estimaciones se basan en el artículo original de Yadagiri y de Ayyasami de 1989, que anunció el hallazgo. Su descripción técnica es tan pobre que los autores lo clasificaron originalmente como un dinosaurio terópodo, un miembro de un grupo grande de dinosaurios bípedos carnívoros que incluye al Tyrannosaurus; pero una revisión de sus datos en 1995 reveló que los restos habrían pertenecido realmente a un saurópodo (específicamente, un titanosauriano), un miembro de un grupo muy diverso de dinosaurios herbívoros cuadrúpedos de largos cuellos y colas, como el Argentinosaurus. En 2006, la primera referencia publicada de Bruhathkayosaurus como un saurópodo apareció en una publicación sobre vertebrados malgaches hecha por David Krause y colegas.
La temporada del monzón combinada con las arenas y arcillas de la Formación Kallemedu crean fósiles saturados de agua los cuales son sumamente friables. Durante la estación seca la expansión durante el día y la contracción durante la noche pueden causar que los fósiles se rompan. Esto hace que los huesos queden mal preservados y puede ser imposibles de extraer sin romperlos. En 2017, Peter Galton y Ayyasami reportaron que los fósiles de Bruhathkayosaurus comenzaron a desintegrarse en sus revestimientos en el terreno antes de que el Servicio Geológico de India (GSIH) se ocupara de ellos y ya no existen más.

### Descubrimiento
Bruhathkayosaurus fue encontrado cerca de la extremidad meridional de la India, específicamente en el distrito de Tiruchirapalli del tamil Nadu, al noreste de la aldea de Kallamedu. Fue recuperado de las rocas de la Formación Kallemedu, que se fechan a la etapa de la fauna de Maastrichtiense del período Cretácico. El supuesto animal habría vivido hacia el final de la era Mesozoica, hace cerca de 70 millones de años.
Los restos fosilizados incluyen los huesos de la cadera (el ilion y el isquion), la pieza de un hueso de la antepierna (fémur), de un hueso de la pierna (tibia), de un antebrazo (radio), y de un hueso de la cola (vértebras, específicamente un centro caudal platicelo).

## Clasificación
Si se considera la autenticidad del hallazgo, el género de Bruhathkayosaurus tendría al presente sólo una especie conocida, el B. matleyi, aquella que fue erróneamente descrita por Yadagiri y Ayyasami en 1989 (y no en 1987, como algunas fuentes erróneamente indican).
Fue clasificado originalmente como carnosaurio (como el Allosaurus), un subgrupo de los terópodos. Chatterjee en 1995 le reclasificó como un titanosáurido. La reclasificación fue basada en el tamaño masivo de los miembros, y la estructura de la pelvis.
La publicación original describe pequeñas características en el diagnóstico, que fueron inferidas solamente a partir de algunas líneas dibujadas. Esto ha conducido a la especulación de que los huesos podrían realmente ser madera fosilizada, idea derivada de que los descubridores originales de Sauroposeidon estuvieron inicialmente convencidos de que presenciaban los restos fosilizados de un árbol.